# Carolina, Alabama
Carolina este o localitate din comitatul Covington, statul Alabama, SUA.  Se apreciază că în anul 2005 avea o populație de  252 locuitori. Localitatea se află la altitudinea de  100 m deasupra n.m., și se întinde pe o suprafață de 2,9 km², din care 1 km²  este uscat. Ea se află la circa 130 km sud de Montgomery și la 130 km vest de  Dothan. Structura demografică a populației era în 2005, constituită din 99,6 % albi, 0,4 % afroamericani, 10,4 % din populație trăiește la limita sărăciei. 